# Ljubljanski grad
Ljubljanski grad je ljubljanska srednjeveška arhitekturna znamenitost, ki stoji na severozahodnem delu Grajskega griča na nadmorski višini 376 m.

## Zgodovina
Glede na arheološke raziskave je na območju grajskega kompleksa človekova prisotnost neprekinjena od leta 1200 pr. n. št., ko so bile postavljene prve naselbine in kasneje utrdbe. Grad je prvič pisno omenjen v času med letoma 1112 in 1125, ko je Rudolf iz Tarcenta/Čente podaril oglejskemu kapitlju manjšo posest pri Ljubljanskem gradu. Leta 1144 se grad omenja kot sedež koroških vojvod Spanheimov.
Svojo prvotno obliko je grad spremenil v 15. stoletju, ko je doživel povečavo (sklenjeno obzidje z ogelnimi stolpi in dvema vhodnima stolpoma, preko katerih so vodila dvižna vrata ter grajska kapela). V 16. in 17. stoletju so postopno nastali ostali objekti, ki mejijo na grajsko dvorišče in tvorijo sedanjo celoto grajskega poslopja. Zaradi upadanja upravnega pomena (na njem niso bivali vladarji oz. deželni upravniki z mnogimi pooblastili), pa tudi zaradi izgube strateškega pomena gradu z obzidjem, je vzdrževanje gradu postalo finančno breme, zato je počasi začel propadati.
V začetku 19. stoletja so oblasti v gradu uredile kaznilnico in delno vojaško utrdbo in s tem zmanjšale priljubljenost zgradbe med prebivalci mesta. Mestna občina Ljubljana je leta 1905 odkupila grad in na njem naselila prebivalce, ki so ostali na gradu vse do srede šestdesetih let 20. stoletja, ko so se pričele priprave na obnovo. Ob koncu 60. let se je začelo več kot 55-letno obdobje obnavljanja gradu. Leta 1982 je bil razglednih stolp na Gradu obnovljen in zaradi vrnitve grajskega ostrešja na originalno, baročno višino povišan za 1,2 metra, tako da je njegovo očišče na zgornji ploščadi natančno 400 m nad morjem; 2009 so Razgledni stolp znova obnavljali, mdr. je bilo povišano obrambno obzidje na razglednem stolpu, ki je ena najbolj obiskanih turističnih točk v Sloveniji. V 80. letih 20. stoletja je grad zaživel predvsem v sklopu poročnih svečanosti, ki so jih mestne oblasti začele prirejati v prvi obnovljeni grajski stavbi (poleg stolpa in kasneje kapele), po letu 2000  pa je Ljubljanski grad postal prizorišče mnogih kulturnih prireditev in razstav.
Na Grajskem griču je v neposredni bližini gradu od sredine 70. let tudi spomenik puntarjem, upornim tlačanom, novozgrajena cesta na Grad (po njegovem severovzhodnem pobočju) pa je dobila ime Cesta slovenskih kmečkih uporov, oboje skladno s takrat prevladajočim uradnim pogledom oz. ideologijo zgodovinske kontinuitete razrednih bojev.
Upravljanje Ljubljanskega gradu je 1. 4. 2011 prevzel novoustanovljeni Javni zavod Ljubljanski grad.

## Galerija
- Ljubljanski grad nad mestnim središčem
- Obzidje
- Galerija "S"
- Grajsko dvorišče ponoči
- Peterokotni stolp
- Vhod v Ljubljanski grad
- Pogled na Triglav s stolpa Ljubljanskega gradu
- Strop v Grajski kapeli
- Ena od sprehajalnih poti na grad
- Pogled na ljubljanski grad iz šišenskega zvonika

## Šance
Ostanke utrdb - "Šance" v sredini Grajskega griča, ki so obenem tudi njegov najvišji naravni del (385 mnv), je arhitekt Jože Plečnik konec 30. let 20. stoletja preuredil v zanimivo sprehajališče.
Sredi peščenega platoja na Šancah je postavljen tudi telekomunikacijski stolp (RTV antena). Šance so z Gradom povezane s kostanjevim drevoredom (Grajski drevored) po slemenu (hrbtu) Grajskega griča. Na drugem, jugovzhodnem koncu griča je t. i. Pasja jasa, uradno Orlov vrh (356 m; na njem so med 2. svetovno vojno - konec leta 1943 uredili vojaško pokopališče za Slovenske domobrance). V prisojni legi pod njim je bil po zgledu Praškega gradu 2013 odprt Mestni vinograd.